# Marsnik 2
Marsnik 2 (Russisch: Марс 1960Б) was een Russische onbemande ruimtevlucht naar Mars uit 1960. Het vormde de tweede poging van de Sovjet-Unie om een verkenner naar de rode planeet te sturen. Van zijn vier dagen tevoren gelanceerde voorganger, Marsnik 1 heerste in eerste instantie onduidelijkheid over diens missiedoel. Marsnik 2 moest foto's nemen van Mars tijdens zijn passage en de interplanetaire ruimte en de rode planeet bestuderen.  Tevens gold deze verkenner als proefvlucht om de invloed van de omstandigheden in de ruimte tijdens maandenlange interplanetaire vluchten op de instrumenten na te gaan. Daarnaast zou Marsnik 2 worden gebruikt voor het testen van lange afstand radioverbindingen. Nauwelijks drie jaar na de eerste Spoetnik zetten de Russen hiermee hun eerste voorzichtige schreden op het pad van verkenning van andere planeten.    

## Opbouw
De Sovjet-Unie maakte gebruik van een gestandaardiseerd ontwerp voor zowel hun Mars- als Venussondes, al waren aanpassingen noodzakelijk. Dit ruimtevaartuig was bijna identiek aan Venera 1 en bestond uit een 2,00 m hoge cilinder die beschikte over twee zonnepanelen van 2 m² die stroom leverden aan zilver/zink accu's. Naast een lange staafantenne was het uitgerust met een schotelantenne met een diameter van 2,33 m. Een zonnesensor stuurde het standregelsysteem aan, zodat beide zonnepanelen zich op de zon richtten. Het hypergole brandstofmengsel bestond uit dimethylhydrazine (UDMH) en salpeterzuur. Door middel van radiosignalen hield de sonde zijn antennes naar de Aarde gericht. Opnames van Mars en instructies van de grond werden verzonden en ontvangen via de schotelantenne. 
Het gewicht bedroeg 640 kg, waarvan slechts 10 kg wetenschappelijke instrumenten. Het instrumentarium bestond uit een op een mast aangebrachte magnetometer, kosmische stralingsmeter, plasma-ionenvanger, radiometer, micrometeorietendetector en spectroreflectometer. Dit laatste instrument onderzocht de CH-band die mogelijk leven op Mars zou aantonen. Deze instrumenten hingen aan de buitenkant. Verder beschikte Marsnik 2 over een tv-camera in een afgesloten behuizing. Een sensor zou de zonverlichte zijde van Mars opmerken, waarna de camera door een patrijspoort opnames zou maken.

## Pioniersjaren met vallen en opstaan
In deze beginjaren van de ruimterace (Gagarin moest zijn ruimtevlucht nog maken) konden de Russische draagraketten slechts weinig nuttige lading omhoog brengen; die van de VS waren van nóg mindere kwaliteit. De verkenning van het wereldruim geschiedde met vallen en opstaan. Qua succespercentages scoorden beide supermachten ronduit belabberd. Ter indicatie: de vlucht van Venera 4 leverde de eerste rechtstreeks in de Venusatmosfeer gemeten gegevens, na twaalf pogingen in zes jaar. Voor de vlucht van Marsnik 2 gebruikten de Russen een aangepaste Molniya met een extra trap, de A-2-e.     

## Vluchtverloop
Marsnik 2 werd gelanceerd op 14 oktober 1960 met een A-2-e Molniya draagraket vanaf Tjoeratam op Bajkonoer. Daar bleef het helaas bij. De brandstofpompen van de derde trap ontwikkelden onvoldoende vermogen en de motoren ontbrandden niet. Hierdoor bereikte de sonde geen parkeerbaan. Na een hoogte van 120 km te hebben bereikt, viel Marsnik 2 terug en verbrandde in de dampkring.